# Seznam zápasů československé a kanadské hokejové reprezentace
Seznam zápasů československé a kanadské hokejové reprezentace uvádí data, výsledky a místa konání vzájemných zápasů hokejových reprezentací Československa a Kanady.

## Lední hokej na olympijských hrách
| Datum utkání | Výsledek | Rok  | Místo                  | Branky Československa                                         |
| ------------ | -------- | ---- | ---------------------- | ------------------------------------------------------------- |
| 24. 4. 1920  | 0 : 15   | 1920 | Antverpy               | Ne                                                            |
| 28. 1. 1924  | 0 : 30   | 1924 | Chamonix               | Ne                                                            |
| 16. 2. 1936  | 0 : 7    | 1936 | Garmisch-Partenkirchen | Ne                                                            |
| 6. 2. 1948   | 0 : 0    | 1948 | Svatý Mořic            | Ne                                                            |
| 19. 2. 1952  | 1 : 4    | 1952 | Oslo                   | Miloslav Charouzd                                             |
| 30. 1. 1956  | 3 : 6    | 1956 | Cortina d'Ampezzo      | 2x Zdeněk Návrat, Václav Pantůček                             |
| 24. 2. 1960  | 0 : 4    | 1960 | Squaw Valley           | Ne                                                            |
| 7. 2. 1964   | 3 : 1    | 1964 | Innsbruck              | Jan Klapáč, Jiří Holík, Josef Černý                           |
| 13. 2. 1968  | 2 : 3    | 1968 | Grenoble               | Jan Havel, Václav Nedomanský                                  |
| 22. 2. 1980  | 6 : 1    | 1980 | Lake Placid            | 3x Marián Šťastný, 2x Anton Šťastný, Miroslav Fryčer          |
| 15. 2. 1984  | 4 : 0    | 1984 | Sarajevo               | Vladimír Caldr, Igor Liba, Radoslav Svoboda, Vladimír Růžička |
| 27. 2. 1988  | 3 : 6    | 1988 | Calgary                | Antonín Stavjaňa, Jiří Šejba, Vladimír Růžička                |
| 14. 2. 1992  | 1 : 5    | 1992 | Méribel                | Kamil Kašťák                                                  |
| 21. 2. 1992  | 2 : 4    | 1992 | Méribel                | Róbert Švehla, Patrik Augusta                                 |

## Mistrovství světa v ledním hokeji
| Datum utkání | Výsledek | Rok  | Místo         | Branky Československa                                                                                           |
| ------------ | -------- | ---- | ------------- | --- |
| 4. 2. 1931   | 0 : 2    | 1931 | Krynica-Zdrój | Ne |
| 25. 2. 1933  | 0 : 4    | 1933 | Praha         | Ne |
| 24. 1. 1935  | 1 : 2    | 1935 | Davos         | Jaroslav Císař                                                                                                  |
| 20. 2. 1937  | 0 : 3    | 1937 | Londýn        | Ne |
| 14. 2. 1938  | 0 : 3    | 1938 | Praha         | Ne |
| 8. 2. 1939   | 1 : 2    | 1939 | Basilej       | Jaroslav Drobný                                                                                                 |
| 11. 2. 1939  | 0 : 4    | 1939 | Basilej       | Ne |
| 15. 2. 1949  | 3 : 2    | 1949 | Stockholm     | Vladimír Zábrodský, Augustin Bubník, Stanislav Konopásek                                                        |
| 5. 3. 1954   | 2 : 5    | 1954 | Stockholm     | Stanislav Bacílek, Vladimír Zábrodský                                                                           |
| 26. 2. 1955  | 3 : 5    | 1955 | Düsseldorf    | 2x Vladimír Zábrodský, Vlastimil Bubník                                                                         |
| 7. 3. 1958   | 0 : 6    | 1958 | Bratislava    | Ne |
| 7. 3. 1959   | 2 : 7    | 1959 | Praha         | Miroslav Vlach, Jaroslav Jiřík                                                                                  |
| 15. 3. 1959  | 5 : 3    | 1959 | Praha         | 2x Ján Starší, Jaroslav Volf, Rudolf Potsch, Miroslav Vlach                                                     |
| 9. 3. 1961   | 1 : 1    | 1961 | Lausanne      | Miroslav Vlach                                                                                                  |
| 12. 3. 1963  | 4 : 4    | 1963 | Stockholm     | Jaroslav Walter, Vlastimil Bubník, František Vaněk, Jaroslav Jiřík                                              |
| 11. 3. 1965  | 8 : 0    | 1965 | Tampere       | 2x František Ševčík, Jaroslav Jiřík, Jiří Holík, Václav Nedomanský, František Tikal, Jozef Čapla, Jozef Golonka |
| 10. 3. 1966  | 2 : 1    | 1966 | Ljubljana     | Jiří Holík, Stanislav Prýl                                                                                      |
| 25. 3. 1967  | 1 : 1    | 1967 | Vídeň         | Jaroslav Jiřík                                                                                                  |
| 15. 3. 1969  | 6 : 1    | 1969 | Stockholm     | 2x Jan Suchý, Jiří Holík, Václav Nedomanský, František Ševčík, Josef Horešovský                                 |
| 23. 3. 1969  | 3 : 2    | 1969 | Stockholm     | Jozef Golonka, Jan Hrbatý, Jaroslav Holík                                                                       |
| 26. 4. 1977  | 3 : 3    | 1977 | Vídeň         | Marián Šťastný, Jaroslav Pouzar, Milan Nový                                                                     |
| 8. 5. 1977   | 2 : 8    | 1977 | Vídeň         | Ivan Hlinka, Jiří Holík                                                                                         |
| 4. 5. 1978   | 5 : 0    | 1978 | Praha         | Jaroslav Pouzar, Jiří Bubla, Jiří Novák, Peter Šťastný, František Černík                                        |
| 12. 5. 1978  | 3 : 2    | 1978 | Praha         | Milan Nový, Bohuslav Ebermann, Oldřich Machač                                                                   |
| 15. 4. 1979  | 4 : 1    | 1979 | Moskva        | Ivan Hlinka, Vítězslav Ďuriš, Bohuslav Ebermann, Jiří Bubla                                                     |
| 23. 4. 1979  | 10 : 6   | 1979 | Moskva        | 4x Bohuslav Ebermann, 2x Anton Šťastný, Ivan Hlinka, Vladimír Martinec, Jaroslav Pouzar, Peter Šťastný          |
| 18. 4. 1981  | 7 : 4    | 1981 | Göteborg      | 2x Pavel Richter, Milan Nový, Dárius Rusnák, Arnold Kadlec, Bohuslav Ebermann, Vladimír Martinec                |
| 24. 4. 1981  | 4 : 2    | 1981 | Göteborg      | Jiří Lála, Dárius Rusnák, František Černík, Milan Nový                                                          |
| 16. 4. 1982  | 6 : 2    | 1982 | Helsinky      | 3x Jiří Lála, Milan Nový, Jaroslav Pouzar, Jindřich Kokrment                                                    |
| 27. 4. 1982  | 2 : 4    | 1982 | Helsinky      | Jiří Lála, Igor Liba                                                                                            |
| 21. 4. 1983  | 1 : 3    | 1983 | Dortmund      | Jiří Lála |
| 28. 4. 1983  | 5 : 4    | 1983 | Mnichov       | 2x Jiří Lála, Dárius Rusnák, Arnold Kadlec, Vladimír Růžička                                                    |
| 23. 4. 1985  | 4 : 4    | 1985 | Praha         | Vladimír Růžička, Jiří Lála, Miloslav Hořava, Dušan Pašek                                                       |
| 3. 5. 1985   | 5 : 3    | 1985 | Praha         | 3x Jiří Šejba, Dárius Rusnák, Jiří Lála                                                                         |
| 22. 4. 1986  | 3 : 1    | 1986 | Moskva        | Petr Rosol, Vladimír Růžička, Jiří Hrdina                                                                       |
| 18. 4. 1987  | 1 : 1    | 1987 | Vídeň         | Dušan Pašek |
| 1. 5. 1987   | 4 : 2    | 1987 | Vídeň         | David Volek, Jiří Doležal, Petr Rosol, Dušan Pašek                                                              |
| 24. 4. 1989  | 2 : 4    | 1989 | Stockholm     | Jiří Kučera, Jiří Doležal                                                                                       |
| 1. 5. 1989   | 3 : 4    | 1989 | Stockholm     | Zdeno Cíger, Jiří Doležal, Vladimír Růžička                                                                     |
| 22. 4. 1990  | 3 : 5    | 1990 | Bern          | Robert Reichel, Oto Haščák, Jiří Doležal                                                                        |
| 28. 4. 1990  | 3 : 2    | 1990 | Bern          | Jiří Kučera, Zdeno Cíger, Bobby Holík                                                                           |
| 28. 4. 1991  | 4 : 3    | 1991 | Tampere       | 3x Jiří Doležal, František Musil                                                                                |
| 3. 5. 1992   | 5 : 2    | 1992 | Praha         | 2x Tomáš Jelínek, 2x František Musil, Petr Hrbek                                                                |

## Kanadský pohár
| Datum utkání | Výsledek | Rok  | Místo    | Branky Československa                                      |
| ------------ | -------- | ---- | -------- | ---------------------------------------------------------- |
| 9. 9. 1976   | 1 : 0    | 1976 | Montréal | Milan Nový                                                 |
| 13. 9. 1976  | 0 : 6    | 1976 | Toronto  | Ne                                                         |
| 15. 9. 1976  | 4 : 5 PP | 1976 | Montréal | Milan Nový, Jaroslav Pouzar, Josef Augusta, Marián Šťastný |
| 5. 9. 1981   | 4 : 4    | 1981 | Winnipeg | 2x Jiří Dudáček, Norbert Král, Jindřich Kokrment           |
| 8. 9. 1984   | 2 : 7    | 1984 | Calgary  | Petr Klíma, Ladislav Svozil                                |
| 28. 8. 1987  | 4 : 4    | 1987 | Calgary  | Dušan Pašek, Miloslav Hořava, Petr Vlk, David Volek        |
| 9. 9. 1987   | 3 : 5    | 1987 | Montréal | Dušan Pašek, Jaroslav Benák, David Volek                   |
| 7. 9. 1991   | 2 : 6    | 1991 | Montréal | Kamil Kašťák, Josef Beránek                                |

## Ostatní zápasy
| Datum utkání | Výsledek | Zápas                           | Místo            | Branky Československa |
| ------------ | -------- | ------------------------------- | ---------------- | --------------------- |
| 9. 2. 1930   | 1 : 14   | přátelský                       | Berlín           |                       |
| 18. 1. 1931  | 0 : 0    | přátelský                       | Praha            | Ne                    |
| 12. 2. 1931  | 0 : 4    | přátelský                       | Praha            | Ne                    |
| 1. 3. 1931   | 1 : 2    | Turnaj v Berlíně                | Berlín           |                       |
| 21. 12. 1934 | 0 : 7    | přátelský                       | Praha            | Ne                    |
| 7. 1. 1937   | 2 : 6    | přátelský                       | Praha            |                       |
| 1. 2. 1938   | 0 : 1    | přátelský                       | Praha            | Ne                    |
| 12. 1. 1939  | 0 : 3    | přátelský                       | Praha            | Ne                    |
| 17. 2. 1948  | 2 : 5    | přátelský                       | Praha            |                       |
| 25. 2. 1949  | 3 : 2    | přátelský                       | Praha            |                       |
| 21. 2. 1955  | 3 : 3    | přátelský                       | Praha            |                       |
| 18. 2. 1961  | 6 : 7    | přátelský                       | Praha            |                       |
| 20. 2. 1963  | 3 : 2    | přátelský                       | Brno             |                       |
| 23. 2. 1963  | 3 : 1    | přátelský                       | Praha            |                       |
| 18. 12. 1963 | 2 : 3    | přátelský                       | Victoria         |                       |
| 22. 12. 1963 | 3 : 1    | přátelský                       | Vancouver        |                       |
| 4. 1. 1964   | 0 : 4    | přátelský                       | Sudbury          | Ne                    |
| 20. 1. 1964  | 6 : 0    | přátelský                       | Brno             |                       |
| 28. 12. 1964 | 4 : 3    | Walter Brown Memorial 1964      | Colorado Springs |                       |
| 31. 12. 1964 | 3 : 3    | Walter Brown Memorial 1964      | Colorado Springs |                       |
| 4. 1. 1965   | 2 : 4    | přátelský                       | Winnipeg         |                       |
| 11. 1. 1965  | 2 : 3    | přátelský                       | Toronto          |                       |
| 31. 12. 1965 | 2 : 3    | Walter Brown Memorial 1965      | Colorado Springs |                       |
| 7. 1. 1966   | 3 : 3    | přátelský                       | Winnipeg         |                       |
| 9. 1. 1966   | 3 : 7    | přátelský                       | Kitchener        |                       |
| 11. 1. 1966  | 5 : 1    | přátelský                       | Toronto          |                       |
| 24. 2. 1966  | 4 : 0    | přátelský                       | Praha            |                       |
| 25. 2. 1966  | 4 : 3    | přátelský                       | Praha            |                       |
| 1. 1. 1967   | 3 : 5    | Turnaj ke 100 letům Kanady 1967 | Winnipeg         |                       |
| 5. 3. 1967   | 4 : 4    | přátelský                       | Praha            |                       |
| 7. 3. 1967   | 2 : 4    | přátelský                       | Praha            |                       |
| 31. 1. 1968  | 2 : 1    | přátelský                       | Praha            |                       |
| 1. 2. 1968   | 2 : 4    | přátelský                       | Praha            |                       |
| 21. 12. 1968 | 3 : 1    | přátelský                       | Montréal         |                       |
| 22. 12. 1968 | 3 : 7    | přátelský                       | Ottawa           |                       |
| 23. 12. 1968 | 5 : 2    | přátelský                       | Vancouver        |                       |
| 25. 12. 1968 | 2 : 6    | přátelský                       | Winnipeg         |                       |
| 28. 12. 1968 | 2 : 3    | přátelský                       | Winnipeg         |                       |
| 30. 12. 1968 | 4 : 3    | přátelský                       | Fort William     |                       |
| 12. 3. 1969  | 2 : 1    | přátelský                       | Praha            |                       |
| 22. 11. 1969 | 4 : 4    | přátelský                       | Praha            |                       |
| 23. 11. 1969 | 5 : 2    | přátelský                       | Praha            |                       |
| 25. 11. 1969 | 6 : 4    | přátelský                       | Bratislava       |                       |
| 27. 11. 1969 | 4 : 0    | přátelský                       | Košice           |                       |
| 29. 11. 1969 | 5 : 5    | přátelský                       | Praha            |                       |
| 1. 12. 1969  | 4 : 0    | Cena Izvestijí 1969             | Moskva           |                       |
| 28. 12. 1969 | 2 : 3    | přátelský                       | Winnipeg         |                       |
| 30. 12. 1969 | 3 : 2    | přátelský                       | Winnipeg         |                       |
| 1. 1. 1970   | 4 : 0    | přátelský                       | Toronto          |                       |
| 2. 1. 1970   | 2 : 2    | přátelský                       | Londýn           |                       |
| 4. 1. 1970   | 1 : 2    | přátelský                       | Ottawa           |                       |
| 30. 9. 1972  | 3 : 3    | přátelský                       | Praha            |                       |
| 8. 10. 1974  | 3 : 1    | přátelský                       | Praha            |                       |
| 30. 8. 1976  | 4 : 7    | přátelský                       | Montréal         |                       |
| 16. 4. 1977  | 7 : 2    | přátelský                       | Praha            |                       |
| 18. 4. 1977  | 4 : 1    | přátelský                       | Praha            |                       |
| 22. 4. 1978  | 2 : 3    | přátelský                       | Praha            |                       |
| 11. 9. 1979  | 9 : 2    | Pohár Rudého práva 1979         | Praha            |                       |
| 16. 12. 1979 | 10 : 1   | Cena Izvestijí 1979             | Moskva           |                       |
| 2. 2. 1980   | 3 : 6    | přátelský                       | Calgary          |                       |
| 8. 2. 1980   | 5 : 1    | přátelský                       | Montréal         |                       |
| 19. 4. 1980  | 6 : 1    | Švédský pohár 1980              | Göteborg         |                       |
| 7. 4. 1983   | 4 : 1    | přátelský                       | Pardubice        |                       |
| 8. 4. 1983   | 6 : 2    | přátelský                       | Praha            |                       |
| 19. 12. 1983 | 4 : 2    | Cena Izvestijí 1983             | Moskva           |                       |
| 25. 8. 1984  | 4 : 5    | přátelský                       | Halifax          |                       |
| 26. 8. 1984  | 2 : 3    | přátelský                       | Montréal         |                       |
| 14. 4. 1985  | 6 : 2    | přátelský                       | Praha            |                       |
| 19. 12. 1985 | 7 : 2    | Cena Izvestijí 1985             | Moskva           |                       |
| 19. 12. 1986 | 4 : 1    | Cena Izvestijí 1986             | Moskva           |                       |
| 30. 12. 1986 | 6 : 3    | Calgary Cup 1987                | Calgary          |                       |
| 23. 8. 1987  | 2 : 4    | přátelský                       | Hamilton         |                       |
| 17. 12. 1987 | 3 : 1    | Cena Izvestijí 1987             | Moskva           |                       |
| 20. 12. 1988 | 4 : 2    | Cena Izvestijí 1988             | Moskva           |                       |
| 9. 4. 1989   | 8 : 3    | přátelský                       | Plzeň            |                       |
| 19. 12. 1989 | 4 : 5    | Cena Izvestijí 1989             | Moskva           |                       |
| 11. 4. 1990  | 5 : 6    | přátelský                       | Praha            |                       |
| 13. 4. 1990  | 3 : 5    | přátelský                       | Hradec Králové   |                       |
| 31. 7. 1990  | 2 : 3    | Hry dobré vůle                  | Kennewick        |                       |
| 13. 12. 1990 | 9 : 4    | přátelský                       | Litvínov         |                       |
| 16. 12. 1990 | 1 : 4    | Cena Izvestijí 1990             | Moskva           |                       |
| 26. 8. 1991  | 3 : 5    | přátelský                       | Saskatoon        |                       |
| 2. 11. 1991  | 3 : 5    | přátelský                       | Liberec          |                       |
| 3. 11. 1991  | 4 : 6    | přátelský                       | Ústí nad Labem   |                       |
| 2. 2. 1992   | 1 : 3    | Švédské hokejové hry 1992       | Stockholm        |                       |
| 6. 11. 1992  | 7 : 4    | Deutschland Cup 1992            | Stuttgart        |                       |
| 15. 12. 1992 | 4 : 4    | Cena Izvestijí 1992             | Moskva           |                       |

- pokračuje Seznam zápasů české a kanadské hokejové reprezentace

## Celková bilance vzájemných zápasů Československa a Kanady
| Zápasy | Výhry | Remízy | Prohry | Skóre   |
| ------ | ----- | ------ | ------ | ------- |
| 152    | 63    | 19     | 70     | 479:524 |